# José Joaquín Albaladejo
Pour les articles homonymes, voir Albaladejo (homonymie).
José Joaquín Albaladejo Gisbert, né le 26 juin 1955 à Alicante (Communauté valencienne, Espagne), est un footballeur espagnol. Il jouait au poste de défenseur.

## Carrière
Albaladejo rejoint le FC Barcelone en 1974 en provenance de l'Hércules d'Alicante, son club formateur. Il reste au Barça jusqu'en 1976. Après deux saisons avec l'UD Salamanque, il revient au FC Barcelone en 1978, remportant la Coupe des Coupes en 1979 et la Coupe d'Espagne en 1981.
En 1981, Albaladejo retourne à l'Hércules d'Alicante. En 1983, il rejoint le Real Murcie. Puis, en 1985, il revient à l'Hércules où il met un terme à sa carrière de joueur en 1988.

## Palmarès
Avec le FC Barcelone :
- Vainqueur de la Coupe des Coupes en 1979
- Vainqueur de la Coupe d'Espagne en 1981